# Gefechte am Sailor’s Creek
Lewis’ Farm – White Oak Road – Dinwiddie Court House – Five Forks – Petersburg III – Sutherland Station – Namozine Church – Amelia Springs –Saylor’s Creek – Rice’s Station – Cumberland Church – High Bridge – Appomattox Station – Appomattox Court House
Als Gefechte am Sailor’s Creek (verbreitete Schreibweise auch Sayler's Creek) bezeichnet man drei Kampfhandlungen, die am selben Tag, aber unabhängig voneinander, im Rahmen des Appomattox-Feldzugs der Nordstaaten in der Schlussphase des Amerikanischen Bürgerkriegs am 6. April 1865 stattfanden. Hierbei wurde etwa einem Viertel der ausweichenden Nord-Virginia-Armee der Rückzugsweg durch das Kavalleriekorps und das II. und VI. Korps der Potomac-Armee  abgeschnitten. Das Reservekorps unter der Führung Generalleutnant Richard Stoddert Ewells als Nachhut griff am Nachmittag die verfolgenden Verbände an, scheiterte jedoch vor den Artilleriestellungen. Den Unionskorps gelang es daraufhin beide Flanken des Reservekorps zu überflügeln und das Korps zu umzingeln.
Dem II. Korps Generalmajor John Brown Gordons der Nord-Virginia-Armee gelang es unter starken Verlusten, sich einer Flankierung zu entziehen und weiter entlang der Southside Eisenbahnlinie nach Westen zu marschieren.
Unter den Gefangenen der Nord-Virginia-Armee befanden sich auch mindestens acht Generale. Der Oberbefehlshaber der Nord-Virginia-Armee, General Robert E. Lee, hatte über ein Viertel seiner Armee verloren und kapitulierte nur drei Tage später in Appomattox Court House. Erschüttert über den Zustand der Soldaten der Armee während der Überquerung des Baches sagte Lee: „My God, has the army dissolved?“ (deutsch: „Mein Gott, hat sich die Armee aufgelöst?“).
Das Gelände, auf dem sich die Gefechte abspielten, wurde 1985 unter dem Namen Sayler’s Creek Battlefield zur National Historic Landmark erklärt.